# Бесіаурі
Бесіаурі (груз. ბესიაური) — село в Грузії.
За даними перепису населення 2014 року в селі проживає 0 особа.